# Dr.-Gerhard-Petschelt-Brücke

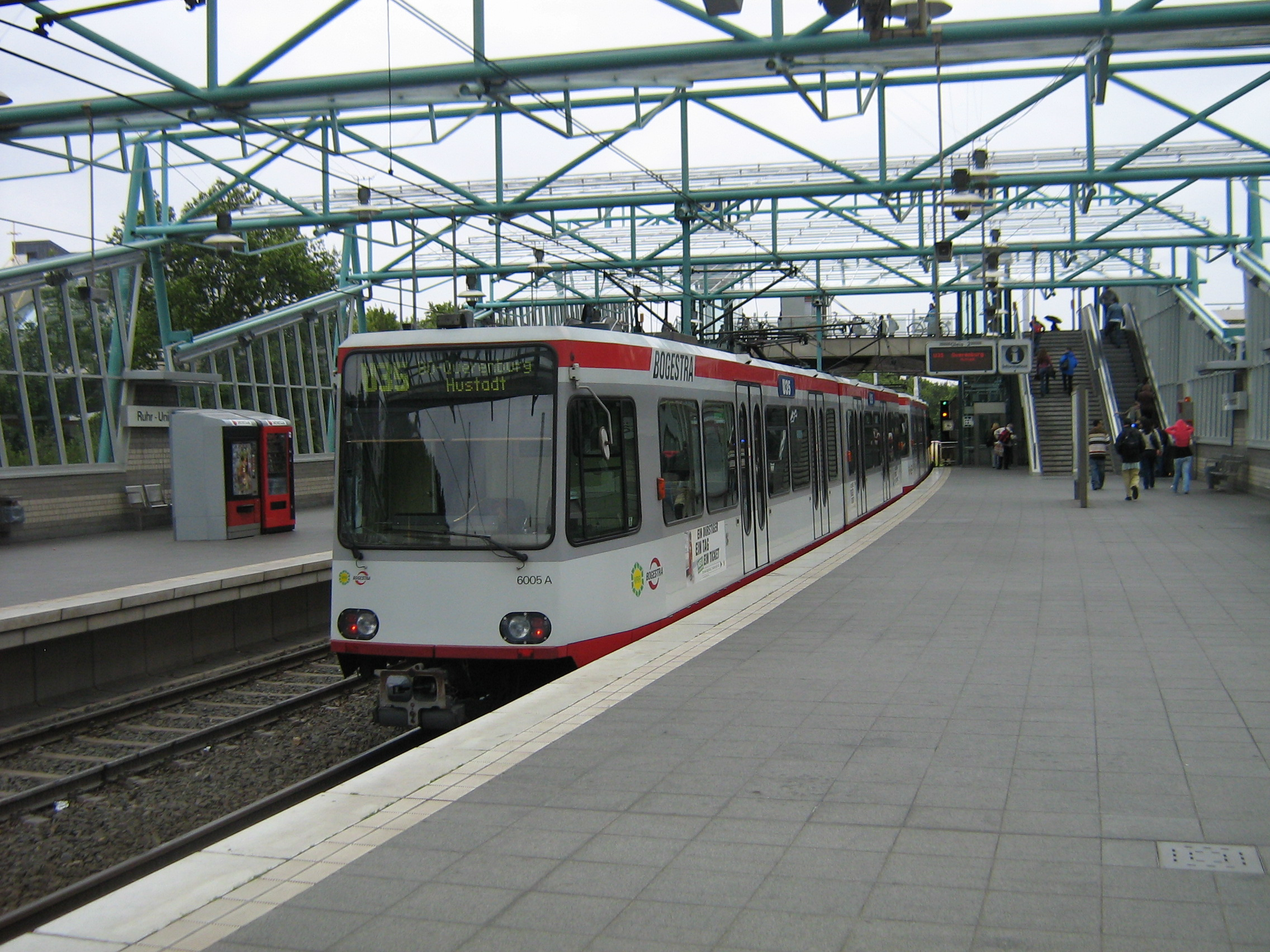
Haltestelle „Ruhr-Universität“ Richtung Bochum Hbf

Die Dr.-Gerhard-Petschelt-Brücke ist eine Fußgängerbrücke im Bochumer Stadtteil Querenburg. Sie erschließt den Campus der Ruhr-Universität Bochum.

## Geschichte
Die in Spannbetontechnik errichtete Brücke wurde im Mai 1975 freigegeben. Sie überquert die 1972 freigegebene Universitätsstraße und verbindet das Einkaufszentrum Uni-Center mit dem Campus der Ruhr-Universität Bochum. Ihre Länge beträgt mehr als 200 m. Unter der Brücke befindet sich die Haltestelle Ruhr-Universität der früheren Straßenbahnlinie 5, heute Stadtbahn U35, welche seit Juni 2011 den Beinamen „CampusLinie“ trägt.
Erst 1990 erhielt die bis heute als „Uni-Brücke“ bekannte Brücke ihren offiziellen Namen, sie wurde nach Gerhard Petschelt benannt, einem ehemaligen Bochumer Oberstadtdirektor. Nachdem fast zeitgleich ein tonnenschweres Geländerstück abbrach und neben die Universitätsstraße abstürzte, wurden diese Elemente mit zusätzlicher Bewehrung gesichert. Die Haltestelle und ihr Eingangsbereich mit zwei Rolltreppen wurden erst später überdacht. Zu dieser Baumaßnahme zählte die Ausstattung mit zwei Personenaufzügen. Auf der Brücke befinden sich gelegentlich Händler von gebrauchten Büchern und Stände politischer Initiativen.
Zu den ersten Gebäuden der Universität auf der östlichen Seite der Brücke zählen das Gebäude der Universitätsverwaltung und das StudentServiceCenter zur Linken, das Musische Zentrum und das Studierendenhaus mit AStA und AKAFÖ Bochum zur Rechten, die Universitätsbibliothek Bochum sowie dahinter das Forum und Auditorium maximum, welche zur Mittelachse des Universitätscampus zählen.
Beim traditionellen Sommerfest der Ruhruniversität Bochum ist die Brücke ein maßgeblicher Teil der Beleuchtung zum jährlichen Feuerwerk. Die Brücke gilt hier „als Symbol für die Verbindung zwischen Ruhr-Universität mit der Stadt Bochum“.
Im Jahr 2009 war die Brücke Teil der Blockade beim Bildungsstreik 2009. Im April 2010 fand eine Juso-Aktion gegen Studiengebühren und gegen Atomkraft auf der Brücke statt.
Die Universität plant in einem Konzept zur Campusentwicklung eine Verbreiterung der Brücke welche „durch eine Baumallee, Holzterrassen, Kiosk, Copyshop und Café zu einer living bridge“ als „einladender Orientierungspunkt“ eine weitere Aufwertung des „zentralen Eingangsbereiches“ erfahren soll.